# Csurgó
Csurgó (kroatiska: Čurguj eller Čurgov) är en stad och kommun i distriktet Csurgó i provinsen Somogy i sydvästra Ungern. Den ligger nära gränsen till Kroatien. Kommunen har 4 295 invånare (2024), på en yta av 59,42 km².